# اللجنة السادسة للجمعية العامة للأمم المتحدة
اللجنة السادسة للجمعية العامة للأمم المتحدة (وتعرف أيضا باسم اللجنة القانونية)، هي واحدة من ست لجان رئيسية تابعة للجمعية العامة للأمم المتحدة. وتعنى في المقام الأول بالمسائل القانونية وهي المنتدى الأساسي للنظر في القانون الدولي والمسائل القانونية الأخرى المتعلقة بالأمم المتحدة.

## التكليف
للجمعية العامة للأمم المتحدة تكليف واضح بدعم التقدم المطرد للقانون الدولي العام. وتنص المادة 13 من ميثاق الأمم المتحدة، تحديدًا، على أن "تنشئ الجمعية العامة دراسات وتشير بتوصيات بقصد: (...) تشجيع التقدم المطرد للقانون الدولي وتدوينه. وفسرت الممارسات اللاحقة هذا النص بأنه تفويض شامل بوضع معاهدات جديدة تختص بأوسع نطاق من الموضوعات وتبني تلك المعاهدات والتوصية بها لدى الدول للتوقيع عليها لاحقًا والمصادقة عليها والانضمام إليها, ورغم أن مفاوضات صناعة القوانين الدولية تحدث داخل العديد من الهيئات المتخصصة في الأمم المتحدة، حسب طبيعة مادة القانون الحقيقية، يتم عقد المفاوضات المتعلقة بالقانون الدولي العام دائمًا داخل اللجنة السادسة.

## تكوين اللجنة ومنهجية العمل
إن عضوية اللجنة السادسة عضوية عامة، أي أن، كل الدول أعضاء الأمم المتحدة هم أعضاء قانونيون في اللجنة السادسة. ويمكنك أن تحضر الدول غير الأعضاء ذات صفة مراقب في الجمعية العامة مثل سويسرا، قبل أن تحصل على عضوية الأمم المتحدة، والفاتيكان اجتماعات اللجنة السادسة وأن تشارك في المناقشات.
ويرأس اللجنة السادسة رئيس ويعاونة ثلاثة نواب ومقرر اللجنة. ويجب أن يدير الرئيس الاجتماعات الرسمية ويقترح برنامج العمل ويحسم أية مشكلات إجرائية قد تطرأ. ويسعى المكتب إلى ضمان انتهاء المفاوضات بنتائج إيجابية.
وتعقد اللجنة السادسة اجتماعاتها سنويًا من نهاية سبتمبر وحتى نهاية نوفمبر، بالتوازي مع الدورة السنوية للجمعية العامة. في بداية الدورة، تُعين الجمعية العامة للجنة السادسة قائمة بعناصر جدول الأعمال الذي ستتم مناقشته. وتضم تلك العناصر عادةً التقارير السنوية من لجنة القانون الدولي ولجنة الأمم المتحدة للقانون التجاري الدولي واللجنة المخصصة حول الإرهاب المشكلة بموجب القرار 51/210 بتاريخ 17 ديسمبر 1966 واللجنة الخاصة حول ميثاق الأمم المتحدة وتعزيز دور المنظمة ولجنة الدولة المضيفة بالإضافة إلى عنصر إجراءات الحد من الإرهاب الدولي. وعقب إجراء مناقشة رسمية والتفاوض على أية مقترحات، يتم تقديم أية توصيات تتبناها اللجنة السادسة إلى الاجتماع المكتمل للجمعية العامة للمصادقة عليها بشكل نهائي. وإذا كانت مسألة ما على درجة كبيرة من التعقيد الفني، تحيل اللجنة السادسة تلك المسألة إلى لجنة القانون الدولي أو تقوم بإنشاء هيئة فرعية خاصة لمناقشة تلك المسألة. وتتبع اللجنة السادسة «قاعدة مختلطة لصناعة القرارات، حيث يفضل الوصول إلى الإجماع مع إمكانية أخذ الأصوات،»  بمعنى أنه، بما أن اللجنة يمكنها اتخاذ قراراتها عبر التصويت, فإن معظم القرارات تم إقرارها دون تصويت رسمي، من خلال التزكية أو اتفاق الآراء أو الإجماع.

## معاهدات وقرارات نوقشت في اللجنة السادسة
لقد تمت مناقشة المعاهدات والقرارات التالية، مناقشة كلية أو جزئية، في اللجنة السادسة:
- 1961 اتفاقية فيينا للعلاقات الدبلوماسية
- 1969 اتفاقية فيينا لقانون المعاهدات
- 1970 إعلان مبادئ القانون الدولي والعلاقات الطيبة والتعاون بين الدول وفقًا لميثاق الأمم المتحدة
- 1973 اتفاقية الحد من الجرائم ضد الأشخاص المحميين دوليًا، مثل الممثلين الدبلوماسيين، و المعاقبة على تلك الجرائم
- 1978 اتفاقية فيينا بشأن تعاقب الدول في احترام المعاهدات (حماية اتفاقية الدبلوماسيين)
- 1979 الاتفاقية الدولية لمناهضة جرائم احتجاز الرهائن (اتفاقية الرهائن)
- 1995 اتفاقية سلامة الأمم المتحدة والعاملين فيها
- 1994 إعلان إجراءات الحد من الإرهاب الدولي
  - 1996 أيضًا الجزء المكمل للإعلان الذي تبناه قرار الجمعية العامة رقم 51/210, الصادر بتاريخ 17 ديسمبر 1996
- 1997 الاتفاقية الدولية للقضاء على التفجيرات الإرهابية (اتفاقية التفجيرات الإرهابية)
- 1997 اتفاقية قانون الاستخدامات غير الملاحية للمسطحات المائية الدولية
- 1998 قانون روما للمحكمة الجنائية الدولية
- 1999 الاتفاقية الدولية لمكافحة تمويل العمليات الإرهابية (اتفاقية تمويل الإرهاب)
- 2001 مسودة مواد حول مسئولية الدول تجاه الأفعال غير الشرعية دوليًا
- 2005 الاتفاقية الدولية لمكافحة أعمال الإرهاب النووي (اتفاقية الإرهاب النووي)
- 2005 إعلان الأمم المتحدة بشأن استنساخ الإنسان

منذ عام 2000 شرعت اللجنة السادسة في وضع اتفاقية شاملة للإرهاب الدولي لتكمل أدوات مكافحة الإرهاب القائمة. ولكن لم يتم بعد تبني تلك المعاهدة المقترحة.

## وصلات خارجية
- Official webpage of the Sixth Committee